# Договір перестраховки
«Догові́р перестрахо́вки» (нім. Rückversicherungsvertrag) — повсякденна (в дипломатичних колах Німеччини і Росії) назва таємного договору між Росією та Німеччиною, підписаного в Берліні 6 червня 1887 року канцлером Бісмарком і російським послом П. А. Шуваловим, що був ратифікований в тому ж місяці обома сторонами.
В умовах розвалу (після сербсько-болгарської війни 1885—1886 р.р.) «Союзу трьох імператорів» Німеччина, прагнучи уникнути російсько-французького зближення, пішла на укладення двосторонньої угоди з Росією. «Застрахувавшись» для нової війни проти Французької республіки союзом з Австро-Угорською імперією та Королівством Італія, Німеччина вирішила «перестрахуватися» угодою з Росією. У січні 1887 року переговори в Берліні були розпочаті Петром Шуваловим, разом зі своїм братом Павлом Шуваловим — спочатку зі статс-секретарем відомства закордонних справ Німецької імперії Гербертом Бісмарком (Herbert von Bismarck; син канцлера Отто фон Бісмарка). Петро Шувалов запропонував Німецькій імперії повну свободу дій стосовно Французької республіки — в обмін на неперешкоджання Німеччиною оволодінню Росією чорноморськими протоками та відновленню нею контролю над Болгарським князівством. Отто Бісмарк був приємно здивований пропозиціями Шувалова.
Після деякого періоду охолодження відносин між Берліном і Санкт-Петербургом, в травні 1887 року поновилися переговори між Павлом Шуваловим і Отто Бісмарком, що завершилися підписанням таємного договору. За його умовами, обидві сторони повинні були зберігати нейтралітет при війні однієї з них з будь-якої третьою великою державою, крім випадків нападу Німеччини на Францію або Росії на Австро-Угорщину.
До договору додавався особливий протокол, за яким Німеччина зобов'язувалася надати Росії дипломатичне сприяння, якщо російський імператор знайде за потрібне «прийняти на себе захист входу в Чорне море» з метою «збереження ключа до своєї імперії». Німеччина обіцяла також ніколи не давати згоди на реставрацію князя Баттенбергського на болгарському престолі, що було для імператора Олександра III питанням особистого престижу і самолюбства.
1890 року термін дії договору перестраховки завершився; новий уряд Німецької імперії на чолі з генералом Лео фон Капріві відмовився його поновлювати.